# Antichi arrondissement di Parigi
La città di Parigi è stata divisa in dodici arrondissement municipali, dall'11 ottobre 1795 all'annessione dei sobborghi interni alla linea di fortificazioni nel 1860. Dettagli nella lista della voce Arrondissement municipali di Parigi.
Ogni arrondissement era a sua volta diviso in quattro quartieri (corrispondenti ai 48 distretti creati nel 1790).

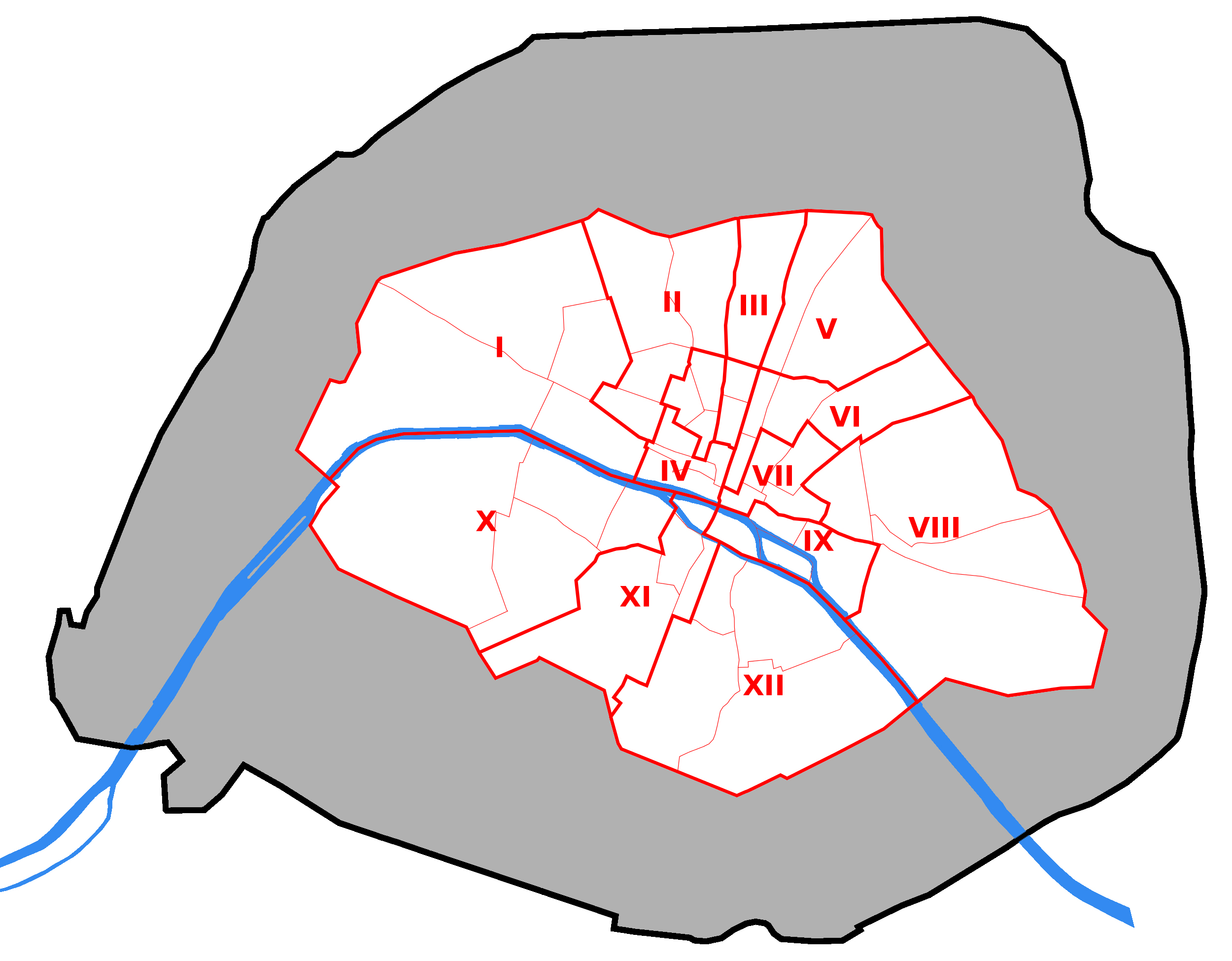
In grigio il territorio attuale della città

| Arrondissement | Quartieri                                                          |
| -------------- | ------------------------------------------------------------------ |
| I              | Champs-Élysées Place-Vendôme Roule Tuileries                       |
| II             | Chaussée-d'Antin Faubourg-Montmartre Feydeau Palais-Royal          |
| III            | Faubourg-Poissonnière Mail Montmartre Saint-Eustache               |
| IV             | Banque Louvre Marchés Saint-Honoré                                 |
| V              | Bonne-Nouvelle Faubourg-Saint-Denis Montorgueil Porte-Saint-Martin |
| VI             | Lombards Porte-Saint-Denis Saint-Martin-des-Champs Temple          |
| VII            | Arcis Marché-Saint-Jean Mont-de-Piété Saint-Martin-des-Champs      |
| VIII           | Faubourg-Saint-Antoine Marais Popincourt Quinze-Vingts             |
| IX             | Arsenal Cité Hôtel-de-Ville Île-Saint-Louis                        |
| X              | Faubourg-Saint-Germain Invalides Monnaie Saint-Thomas-d'Aquin      |
| XI             | École-de-Médecine Luxembourg Palais-de-Justice Sorbonne            |
| XII            | Jardin-du-Roi Observatoire Saint-Jacques Saint-Marcel              |

## Curiosità
Nel linguaggio familiare del tempo, essere sposato nel Tredicesimo significava «vivere in concubinaggio».